# Tecnologia HTG/DM
La tecnologia HTG/DM (High Temperature Gasifying and Direct Melting) è un processo di trattamento termico dei rifiuti derivato dall'industria metallurgica e concettualmente simile alla tecnologia DMS, e consiste in un trattamento in due stadi di cui il primo realizza la gassificazione dei rifiuti (pretrattamento) e la fusione delle scorie, mentre nel secondo avviene la combustione del syngas prodotto.

## Meccanismo
L'apparecchiatura di gassificazione/fusione è costituita da un forno ad asse verticale nel quale i rifiuti sono alimentati dall'alto (previa riduzione della pezzatura) assieme a coke e calcare, in percentuali che sono funzione delle caratteristiche dei rifiuti (dell'ordine del 4-5% nel caso dei RU).
La combustione del syngas prodotto avviene in una caldaia di recupero a valle, cui segue un sistema di trattamento dei fumi del tutto simile a quello caratteristico di un impianto di incenerimento.
Scendendo dall'alto verso il basso del forno i rifiuti attraversano tre distinte zone costituite rispettivamente da:
- il freeboard, dove ad una temperatura superiore a 850 °C avviene il “reforming” del syngas prodotto nella zona sottostante
- una zona di essiccamento/pirolisi/gassificazione tramite l'iniezione di aria ad alta velocità
- una zona di combustione del materiale residuo e del coke tramite aria arricchita in ossigeno e temperature dell'ordine di 1.500 °C; le scorie vengono successivamente scaricate allo stato fuso e granulate tramite brusco raffreddamento

## Applicazioni
La tecnologia HTG/DM è da considerarsi una tecnologia industrialmente matura essendo supportata da un buon numero di referenze di impianti operativi, anche se in numero inferiore a quello di NSE. A fine 2008 la JFE vantava un record di 10 impianti costruiti, tutti realizzati in Giappone tra il 2003 ed il 2008, di taglia piuttosto ridotta (20- 125 t/g), fatta eccezione per l'impianto di Fukuyama (avviato nel 2004) avente una capacità di 314 t/g di CDR.
La JFE è rappresentata in Italia dalla società SCA (Sorain Cecchini Ambiente) SpA di Roma, che ha proposto tale tecnologia per la realizzazione dell'impianto di recupero di CDR da realizzarsi nel comune di Albano (RM).
La tecnologia HTG/DM (“High Temperature Gasifying and Direct Melting”) è stata messa a punto dalla JFE (Japan Fe Engineering), nata nel 2002 dalla fusione di due società operanti nel settore metallurgico: la NKK e la Kawasaki Steel, quest'ultima già licenziataria per il Giappone della tecnologia Thermoselect.
La tecnologia HTG/DM può essere considerata una tecnologia consolidata, supportata da un congruo numero di referenze, anche se tutte riferite al Giappone, realtà per la quale le condizioni di mercato e le caratteristiche dei rifiuti differiscono significativamente rispetto a quelle riscontrabili nel contesto europeo. La società JFE possiede una notevole esperienza nel settore dei trattamenti termici dei rifiuti e propone anche impianti a griglia, a letto fluido nonché forni per la fusione delle scorie da incenerimento.
Il principio di funzionamento è molto simile a quello adottato dalla NSE, esaminata in precedenza, e le stesse sono anche le finalità derivanti dal contesto giapponese.
Un motivo di perplessità che potrebbe limitare notevolmente la loro diffusione al di fuori del Giappone risiede nei costi associati alla realizzazione e soprattutto all'esercizio degli impianti; anche se non noti in dettaglio, perché specifici del singolo progetto, sono da ritenersi, anche in questo caso, presumibilmente maggiori di quelli associabili agli impianti tradizionali di recupero energetico.